# Аналитическая функция
Аналитическая функция — функция, представимая в окрестности каждой своей точки степенным рядом. Аналитические функции могут определяться как для вещественных функций, так и для комплексных, причём для комплексных они могут быть многозначными.

## Вещественная аналитическая функция
Вещественная функция {\displaystyle f:D\subseteq \mathbb {R} ^{n}\to \mathbb {R} } называется аналитичной в точке {\displaystyle a\in D}, если {\displaystyle f} представляется в некоторой окрестности точки {\displaystyle a} степенным рядом в центре с точкой {\displaystyle a}. Такой ряд совпадает с рядом Тейлора функции в этой точке. Вещественная аналитичность в точке влечёт бесконечную дифференцируемость функции в этой точке, однако бесконечно дифференцируемая функция в точке может быть неаналитична в ней.
Вещественная функция {\displaystyle f:D\subseteq \mathbb {R} ^{n}\to \mathbb {R} } называется аналитичной на открытом множестве {\displaystyle G\in D}, если она аналитична в каждой точке этого множества. Аналитичность на открытом множестве совершенно не означает возможность представления функции на всём этом множестве степенным рядом. Она лишь влечёт возможность представления степенными рядами в окрестности каждой точки, но эти степенные ряды могут быть не определены на всём множестве.
Вещественная функция {\displaystyle f:D\subseteq \mathbb {R} ^{n}\to \mathbb {R} } называется аналитической, если она аналитична на всей своей области определения.

## Однозначная комплексная аналитическая функция
Комплексная функция {\displaystyle f:D\subseteq \mathbb {C} ^{n}\to \mathbb {C} } называется аналитичной в точке {\displaystyle a\in D}, если {\displaystyle f} представляется в некоторой окрестности точки {\displaystyle a} степенным рядом в центре с точкой {\displaystyle a}. Такой ряд совпадает с рядом Тейлора функции в этой точке. В отличие от вещественного случая, в котором даже бесконечно дифференцируемая функция может быть неаналитична, в комплексном это не так. Если комплексная функция дифференцируема в некоторой окрестности точки {\displaystyle a}, то она в ней аналитична. Таким образом, понятия однозначная комплексная аналитичность и голоморфность совпадают.
Комплексная функция {\displaystyle f:D\subseteq \mathbb {C} ^{n}\to \mathbb {C} } называется аналитичной на открытом множестве {\displaystyle G\in D}, если она аналитична в каждой точке этого множества. Аналитичность на открытом множестве совершенно не означает возможность представления функции на всём этом множестве степенным рядом. Она лишь влечёт возможность представления степенными рядами в окрестности каждой точки, но эти степенные ряды могут быть не определены на всём множестве.
Комплексная функция {\displaystyle f:D\subseteq \mathbb {C} ^{n}\to \mathbb {C} } называется аналитической, если она аналитична на всей своей области определения.

## Многозначная комплексная аналитическая функция
У многозначной комплексной аналитической функции есть несколько разных определений, рассмотрим определение через канонические элементы. Пара {\displaystyle (D,f)}, где {\displaystyle f} — сумма некоторого степенного ряда с ненулевым радиусом сходимости, {\displaystyle D\subseteq \mathbb {C} } — его область сходимости, называется каноническим элементом. Точка, для которой определяется ряд, называется центром канонического элемента.
Говорят что канонический элемент {\displaystyle (F,f)} с центром в точке {\displaystyle \varphi (0)} продолжаем вдоль пути {\displaystyle \varphi }, если существует семейство канонических элементов {\displaystyle (F_{i},f_{i}),\ i\in [0;1]} в точках {\displaystyle \varphi (i)}, удовлетворяющее следующему условию. Для каждого канонического элемента {\displaystyle (F_{i},f_{i})}, каждой связной окрестности {\displaystyle U\in [0;1]} точки {\displaystyle i} такой, что {\displaystyle \varphi (U)} целиком лежит в {\displaystyle F_{i}} и каждого {\displaystyle j\in U} элемент {\displaystyle (F_{i},f_{i})} является непосредственным аналитическим продолжением элемента {\displaystyle (F_{j},f_{j})}. Такое семейство однозначно задаётся путём {\displaystyle \varphi } и элементом {\displaystyle \varphi (0)}, а элемент {\displaystyle \varphi (1)} называется аналитическим продолжением канонического элемента {\displaystyle (F,f)} вдоль пути {\displaystyle \varphi }.
Полной аналитической функцией называется множество всех канонических элементов, полученных продолжением некоторого канонического элемента {\displaystyle (F,f)} вдоль всех путей, вдоль которых он продолжаем.
Многозначное аналитической функцией на открытом множестве {\displaystyle D\subseteq \mathbb {C} ^{n}} называется множество всех канонических элементов, полученных продолжением некоторого канонического элемента {\displaystyle (F,f)}, такого что {\displaystyle F\in D'} и элемент продолжаем вдоль всех путей в {\displaystyle D'}, продолжением вдоль всех путей в {\displaystyle D'}.

## Свойства
- Арифметические свойства

Если {\displaystyle f(z)} и {\displaystyle g(z)} аналитичны в области {\displaystyle G}
1. Функции {\displaystyle f(z)\pm g(z)}, {\displaystyle f(z)\cdot g(z)} и {\displaystyle f(g(z))} аналитичны в {\displaystyle G}.
2. Если {\displaystyle g(z)} в области {\displaystyle G} не обращается в ноль, то {\displaystyle {\frac {f(z)}{g(z)}}} будет аналитична в {\displaystyle G}
3. Если {\displaystyle f'(z)} в области {\displaystyle G} не обращается в ноль, то {\displaystyle f^{-1}(z)} будет аналитична в {\displaystyle G}.

- Аналитическая функция бесконечно дифференцируема в своей области аналитичности. Для комплексных функций одной переменной верно и обратное.

Некоторые свойства аналитических функций близки к свойствам многочленов, что, впрочем, и неудивительно — определение аналитичности в смысле Вейерштрасса свидетельствует о том, что аналитические функции — в некотором роде предельные варианты многочленов. Допустим, согласно основной теореме алгебры любой многочлен может иметь нулей числом не более его степени. Для аналитических функций справедливо аналогичное утверждение, вытекающее из теоремы единственности в альтернативной форме:
- Если множество нулей аналитической в односвязной области функции имеет в этой области предельную точку, то функция тождественно равна нулю.
- Для функции от нескольких действительных переменных аналитичности по каждой из переменных недостаточно для аналитичности функции. Для функции от нескольких комплексных переменных аналитичности по каждой из переменных достаточно для аналитичности функции (Теорема Хартогса).

## Примеры
Аналитическими являются суммы, разности, произведения и частные аналитических функций.
Все многочлены от {\displaystyle z} являются аналитическими функциями на всей комплексной плоскости {\displaystyle \mathbb {C} }.
Далее, аналитическими, хотя и не на всей комплексной плоскости, являются рациональные функции (отличные от многочленов), логарифм, тригонометрические функции, обратные тригонометрические функции и многие другие классы функций.
Примеры неаналитических функций на {\displaystyle \mathbb {C} } включают
1. {\displaystyle f(z)=|z|},
2. {\displaystyle f(z)={\overline {z}}},

поскольку они  не имеют комплексной производной ни в одной точке. При этом сужение {\displaystyle f(z)={\overline {z}}} на вещественную ось будет аналитической функцией вещественного переменного (так как оно полностью совпадает с сужением функции {\displaystyle f(z)=z}).